# Сигети, Йожеф
Йо́жеф (Джо́зеф) Си́гети (венг. Szigeti József, во многих странах принято написание Joseph, при рождении Зингер; 5 сентября 1892, Будапешт — 19 февраля 1973, Люцерн) — венгерский и американский скрипач, педагог.

## Биография
Йошка Зингер родился в еврейской семье в Будапеште. Первые уроки игры на скрипке получил от отца, который сам был профессиональным музыкантом, затем поступил в Будапештскую академию музыки в класс Енё Хубаи. В десять лет Сигети уже выступал на публике, а в 1905 состоялся его первый концерт в Берлине, где его исполнение услышал Йозеф Иоахим, одобрительно отозвавшийся о таланте молодого скрипача. От предложения Иоахима стать его учеником Сигети, тем не менее, отказался. После успешного дебюта в Лондоне в 1907 году музыкант принял решение остаться в Великобритании, где в течение ближайших лет дал многочисленные концерты, часто выступая в концертах вместе с Нелли Мелба, Бланш Маркези, Майрой Хесс, Ферруччо Бузони и другими известными музыкантами.
После окончания Первой мировой войны Сигети занялся преподавательской деятельностью в Женевской консерватории, но с середины 1920-х вернулся на концертную сцену, вновь снискав большой успех. Скрипач много выступал в разных городах Европы, в 1924—1927 неоднократно посещал с гастролями СССР; был одним из первых исполнителей Первого скрипичного концерта Сергея Прокофьева (в том числе на втором фестивале Международного общества современной музыки в 1924 г.). С не меньшим успехом год спустя Сигети впервые выступил в Карнеги-холле в Нью-Йорке, сыграв концерт Бетховена с оркестром под управлением Леопольда Стоковского.

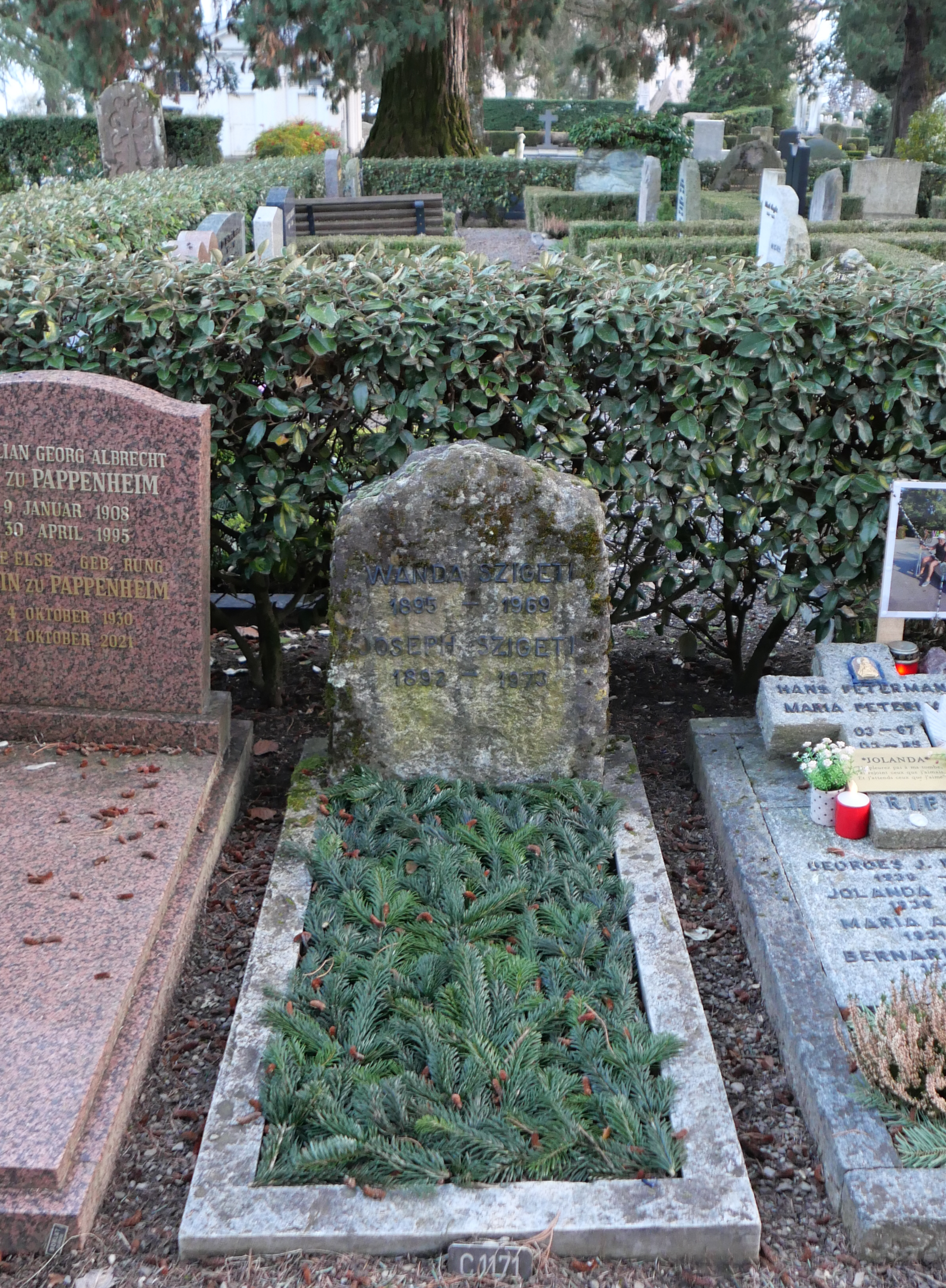
Могила в 2024 году.

В 1930-е музыкант много гастролировал по всему миру, посещая с гастролями Восточную Азию, Австралию, Новую Зеландию и Южную Америку. С 1940 г. Сигети жил в США (гражданство в 1951). Там он познакомился с Бела Бартоком и стал одним из лучших интерпретаторов Второго скрипичного концерта композитора, а также первым исполнителем его трио «Контрасты» (вместе с самим Бартоком и кларнетистом Бенни Гудменом).
После многих лет активной концертной деятельности в конце 1950-х музыкант принял решение покинуть сцену. Он поселился в Швейцарии и переключился на написание мемуаров и методических работ о скрипичном репертуаре. Сигети часто приглашали в жюри различных международных конкурсов.
Сигети нашел свое последнее пристанище рядом со своей женой Вандой, урожденной Островской (1895–1969), на кладбище Кларенс-Монтрё. Всего в нескольких метрах от могилы похоронены их дочь Ирина (1920–2005) и зять Никита Магалов (1912–1992), всемирно известный пианист грузино-российского происхождения.

## Творчество
Сигети — один из наиболее заметных скрипачей XX века. Наиболее ярко его талант раскрылся при исполнении сонат и партит для скрипки соло Иоганна Себастьяна Баха (Эжен Изаи под впечатлением от этого исполнения также написал шесть сонат для скрипки соло, первая из которых посвящена Сигети), а также масштабных концертов Бетховена и Брамса. Сигети интересовался современными ему музыкальными течениями и часто давал премьеры новых сочинений для скрипки, в числе которых — концерты Эрнеста Блоха, Франка Мартена и Альфредо Казеллы. В его репертуаре также были произведения Берга, Мийо, Равеля, Русселя, Стравинского. Перу Сигети принадлежат несколько переложений и каденции для концертов.